# Jeff Bzdelik
Jeffrey Joseph Bzdelik, detto Jeff (Mount Prospect, 1º dicembre 1952), è un allenatore di pallacanestro statunitense, attivo nella NBA e nella NCAA.